# Arsénio Duarte
Arsénio Duarte (Barreiro, 12 luglio 1925 – 11 febbraio 1986) è stato un calciatore portoghese, di ruolo attaccante.

## Carriera

### Club
Con il Benfica vinse tre campionati portoghesi (1942-1943, 1944-1945 e 1949-1950), sei Coppe del Portogallo (1942-1943, 1943-1944, 1948-1949, 1950-1951, 1951-1952, 1952-1953) e una Coppa Latina (1950).
Chiuse la carriera con la maglia del CUF Barreiro, con cui vinse il titolo di capocannoniere del campionato portoghese nel 1958.

### Nazionale
Il 2 aprile 1950 e il 9 aprile dello stesso anno giocò da titolare i due incontri contro la Spagna validi per le Qualificazioni al campionato mondiale di calcio 1950 e che si conclusero con l'eliminazione dei lusitani. Furono le uniche due presenze in nazionale della sua lunga carriera.

## Palmarès

### Club

#### Competizioni nazionali
- Campionato portoghese: 2

Benfica: 1949-1950, 1954-1955
- Coppa del Portogallo: 6

Benfica: 1943-1944, 1948-1949, 1950-1951, 1951-1952, 1952-1953, 1954-1955

#### Competizioni internazionali
- Coppa Latina: 1

Benfica: 1950

### Individuale
- Capocannoniere della Primeira Liga: 1

1957-1958